# Lamelles Qin de Liye

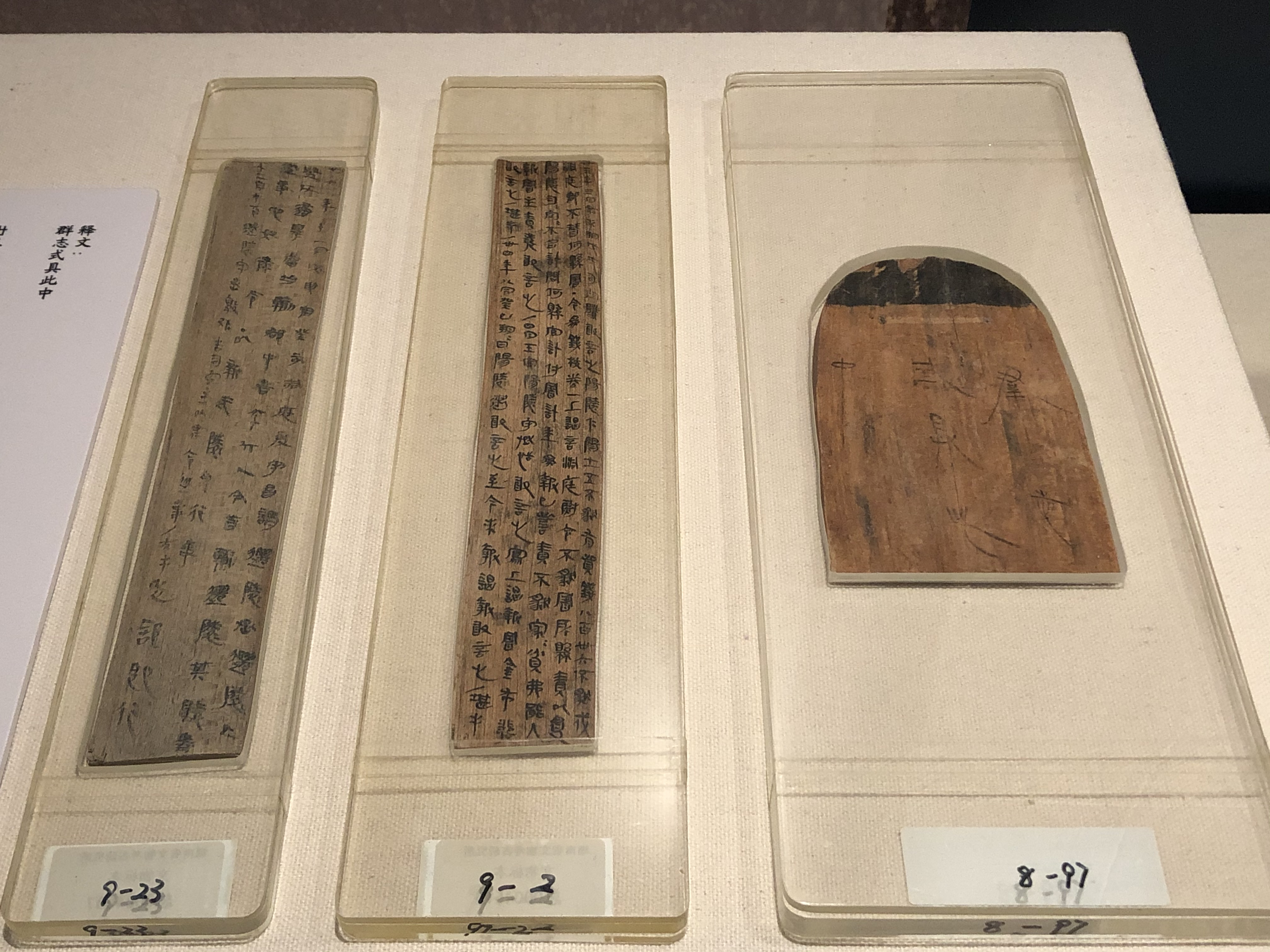
Les feuillets Liye Qin en exposition

Les lamelles Qin de Liye (chinois : 里耶秦簡 ; pinyin : lǐyē qínjiǎn) sont une grande collection de lamelles de bambou qui a été mise  au jour en 2002 dans la ville antique de Liye (actuel district de Longshan, dans la province du Hunan) en Chine. Cette découverte archéologique est l'une des plus importantes au XXIe siècle en Chine.
Les archéologues ont trouvé en 2002 dans les ruines de la ville antique de Liye (chinois : 里耶古城遺址) plus de 37 000 lamelles de bambou écrites, sur lesquelles  les secrets des gouvernants de la dynastie Qin sont enregistrés sous la forme de plus de 200 000 caractères chinois.
Cette découverte archéologique est considérée comme la plus importante sur la dynastie Qin après celle de l'armée de terre cuite mise au jour en 1973 dans les faubourgs orientaux de Xi'an.

## Contenu
Les documents et archives des lamelles de bambou de Liye incarnent un large éventail de types de documents et de termes, issus de styles constants de documents administratifs et judiciaires.
On y trouve plus de 68 types d'archives et de contenus, qui ont une grande valeur car ils complètent des faits historiques ou en témoignent. Certains universitaires ont fait valoir que leur importance n'est pas inférieure à celle de l'écriture ossécaille ou des manuscrits de Dunhuang. On y a trouvé par exemple le plus ancien exemple de table de multiplication au monde,,.
Les lamelles, utilisées comme support d'écriture dans les temps anciens, ont une grande importance dans les recherches sur la politique, l'économie et la culture de la dynastie Qin. Tous les artefacts historiques de Liye sont exposés au musée des lamelles de bambou de la dynastie Qin de Liye (chinois : 里耶秦簡博物館).

## Intérêt scientifique
Les lamelles Qin de Liye sont importantes pour la recherche sur l'unification et l'expansion culturelle de  l'Empire Qin. Les lamelles appartiennent à un modèle des autorités locales de la dynastie Qin. Elles ont aussi permis de remplir les pages blanches des « mémoires du Grand Historien » et  du « livre des Han » sur les dynasties Qin et Han, et ont fondamentalement changé le visage de l'histoire universitaire de milliers d'années sur les  États en guerre, les dynasties Qin et  Han. Les lamelles contiennent des milliers de morceaux de bambou sans mots, ce qui leur donne une valeur de recherche très élevée.